# Buteo jamaicensis

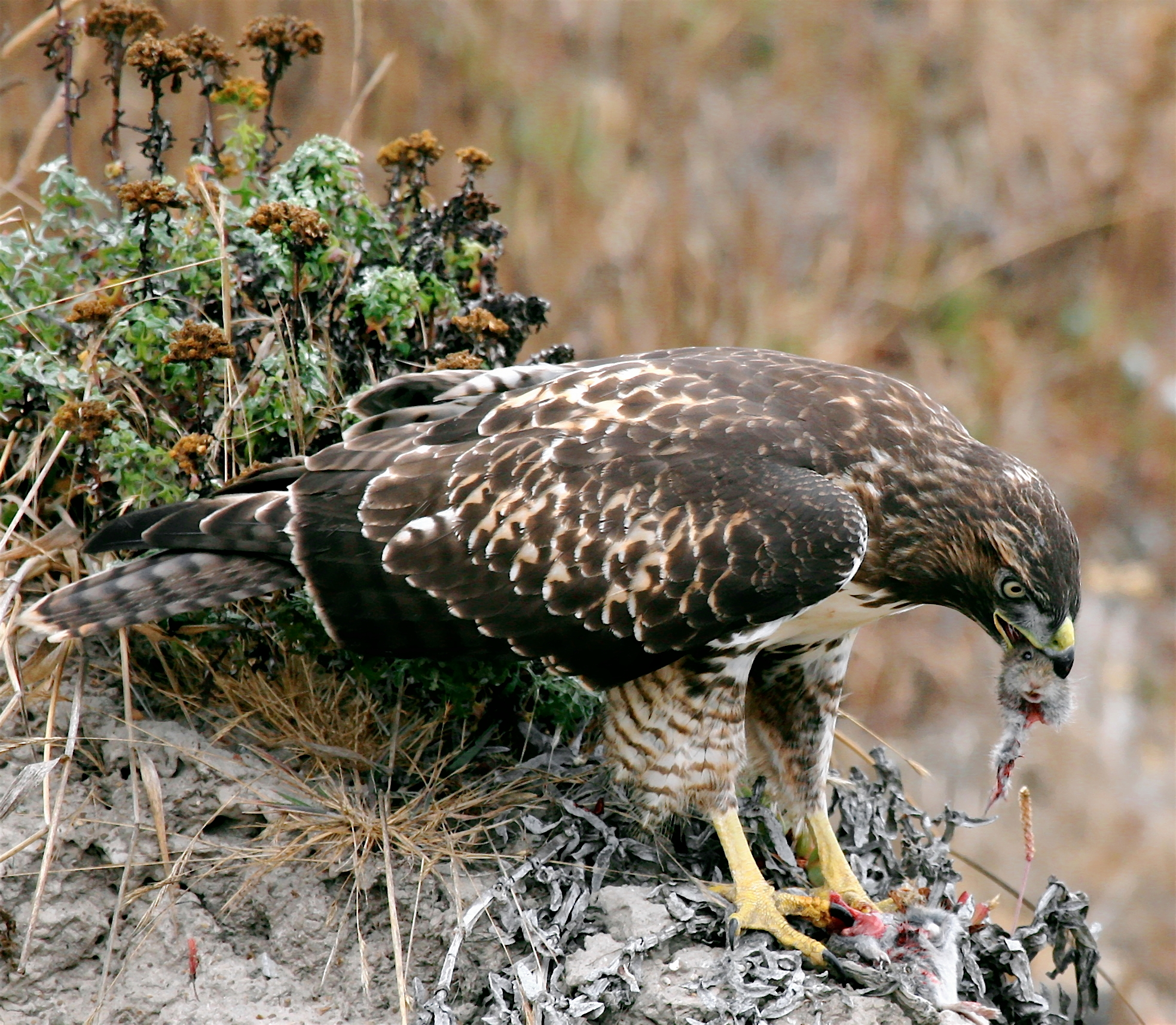
Șorecarul de coadă roșie

Șorecarul cu coadă roșie (Buteo jamaicensis) este un membru al ordinului păsărilor Falconiformes care include toate răpitoarele diurne (acvile, Milvinae, șoimi), care au multe caracteristice fizice asemănătoare. Aparține grupului Buteo, răpitoare de talie mare, dar mai mici decât acvilele și cu aripile în general late și lungi. Acest grup are 27 de specii distribuite pe tot globul.
Originar de pe continentul american și necunoscut în mare parte în Europa, șorecarul cu coadă roșie (Buteo jamaicensis) a fost clasificat pentru prima dată de naturalistul german Gmelin în 1788 Jamaica și este una dintre răpitoarele cele mai folosite la vânătoare în America de Nord.
În prezent s-au descris până la 15 posibile subspecii.
Această specie este răspândită de-a lungul continentului nord-american, din Alaska și Canada trecând prin Statele Unite până în Mexic, Caraibe, Cuba și Panama. Nu s-au găsit indivizi în afara acestei zone, cu excepția exemplarelor care au fost importate și au scăpat din captivitate. Variațiile între subspeciile cu coadă roșie și diferiții hibrizi naturali produși între respectivele subspecii și alti Buteo sunt considerabile, fiind uneori dificil de recunoscut și clasificat datorita variației de talie și penaj. Penajul de tânăr și adult este foarte asemănător pentru toate subspeciile, adulții au aripile mai late și coada mai scurtă; singura diferență importantă este coada, care la tineri nu este roșie încă. Linia abdominală este mai marcată la tineri decât la adulți în cadrul aceleiași subspecii.
Masculii și femelele sunt similari la penaj, iar în cazul Buteo jamaicensis  nu putem să ne bazăm pe penaj și mărime pentru a determina sexul.
Șorecarul cu coadă roșie și-a primit numele datorită culorii superficiale din partea superioară a cozii, un ton care merge de la roșu portocaliu și roz palid până la roșu intens, și care apare în a doua toamnă după prima schimbare a penajului.
La majoritatea exemplarelor adulte, la capătul cozii apare o linie lată și neagră. Suprafața inferioară a cozii este de un alb intens, iar la unii indivizi poate avea culoare argintată.
Fiind una dintre răpitoarele cele mai numeroase, este foarte folosit la vânătoarea cu răpitoare dresate, în special în America de Nord și Marea Britanie, atât de începători, cât și de experimentați, în multe demonstrații specifice.